# Kyoko Koizumi 30th Anniversary Tour2012
Kyoko Koizumi 30th Anniversary Tour 2012（キョウコ・コイズミ・サーティース・アニバーサリー・ツアー・2012）は、日本の歌手小泉今日子のコンサート・ツアー。このツアーは2012年に開催された。

## 概要
Kyoko Koizumi 30th Anniversary Tour 2012は小泉今日子のデビュー30周年を記念して、2012年の夏に大阪、東京、名古屋のライブハウスで1日2公演実施されたライブツアーである。当初は大阪、東京、名古屋とも2日ずつの予定であったが、後に9月4日の東京公演が追加された。選曲は主に「Kyon30〜なんてったって30年!〜」からされている。

## セットリスト
最終日（2012年9月4日）の2ndステージのみ、最後に「学園天国」が入っている以外は同一である。
- 夜明けのMEW
- 木枯しに抱かれて
- My Sweet Home
- あたしのロリポップ
- 今年最後のシャーベット
- 100%
- 優しい雨
- この涙の谷間
- Fade Out
- KOIZUMI’S MEDLEY
  - CDJ
  - ヤマトナデシコ七変化
  - 素敵なラブリーボーイ
  - 半分少女
  - 私の16才
  - 艶姿ナミダ娘
  - 渚のはいから人魚
  - なんてったってアイドル

En
- あなたに会えてよかった
- The Stardust Memory
- 学園天国（2012年9月4日の2ndステージのみ）

（出典:）

## ツアー日程
2012年8月3日から2012年9月4日、全国3都市14公演
| 日付（2012年）   | 都道府県 | 会場                 |
| ---------------- | -------- | -------------------- |
| 8月3日（2公演）  | 大阪府   | Billboard Live OSAKA |
| 8月4日（2公演）  | 大阪府   | Billboard Live OSAKA |
| 8月23日（2公演） | 東京都   | Billboard Live TOKYO |
| 8月24日（2公演） | 東京都   | Billboard Live TOKYO |
| 8月26日（2公演） | 愛知県   | NAGOYA Blue Note     |
| 8月27日（2公演） | 愛知県   | NAGOYA Blue Note     |
| 9月4日（2公演）  | 東京都   | Billboard Live TOKYO |

（出典:）

## 参加アーティスト
- ヴォーカル: 小泉今日子
- ベース&バンマス: 上田健司
- ギター: 名越由貴夫
- ドラム: 小関純匡
- キーボード: 渡辺シュンスケ

（出典:）

## スタッフ
- 制作：周防郁雄
- 構成：野中浩之
- 音楽：藤野浩一
- 美術：越野幸栄
- 技術：東京サウンドプロダクション
- 演出：平野昌一